# Kozlov (Bochov)
Kozlov (německy Koslau) je vesnice a část města Bochov v okrese Karlovy Vary v Karlovarském kraji. Leží přibližně v půli cesty mezi městy Bochovem a Toužimí při silnici II/198.

## Historie
První písemná zmínka o vesnici pochází z roku 1365, kdy patronátní právo ke zdejšímu kostelu vykonávali Němota, Přech a Ješek. Již v té době ve vsi stávala tvrz, na které roku 1395 sídlil Hanuš z Ratiboře a před ním snad roku 1393 Jan Kozlovec z Kozlova. Z dalších majitelů jsou známi Jindřich připomínaný roku 1398, Fulfiš (1400) a roku 1407 Otík z Bratřence. Během husitských válek vesnice patřila bratrům Romanovi staršímu a Václavovi z Kozlova, z nichž Václav žil ještě roku 1456.
V šestnáctém století byl Kozlov manstvím pánů z Plavna, kteří je pronajímali svým vazalům. Z nich posledním byl Jan Ratibořský ze Chcebuze, od kterého panství koupil Jiří Utenhofer z Utenhofu a roku 1567 dosáhl propuštění statku z manství. Jeho synové Kozlov roku 1588 prodali svému strýcovi Jindřichovi staršímu z Utenhofu. Po Jindřichově smrti v roce 1594 statek zdědil Adam Utenhofer z Utenhofu, který se zúčastnil stavovského povstání, za což mu byl roku 1623 zabaven majetek. Panství vzápětí koupil Jan Hegner z Röesselfeldu. Roku 1669 (nebo 1667) se majiteli stali Štampachové, kterým panství zůstalo až do roku 1687, kdy je koupili Pikharti z Grünthalu. K dalším majitelům patřili v letech 1744–1775 Trautenbergové, po nich v období 1775–1792 rytíř František Kager ze Štampachu, kterého vystřídali Hoyerové z Blumenou a řada dalších majitelů.
Období největšího rozmachu obec dosáhla na přelomu 19. a 20. století, kdy zde bydlelo přes 400 obyvatel v 98 domech. Poté nastalo období stagnace, ale přesto zde bydlelo stále více než 300 lidí v téměř stovce domů. Těžkou ránu obci (stejně jako celému pohraničí) zasadil rok 1945 a odsun původního německého obyvatelstva. Původního významu od té doby sídlo již nikdy nenabylo.
Poválečná léta byla ve znamení nového osídlování, ale i násilné kolektivizace zemědělství. V roce 1953 se obec dočkala napojení na elektrickou síť, ve stejném období byl vystavěn i vodovod. S novou dobou přišla i výstavba nového bytového domu a areálu zemědělských staveb. Počátkem šedesátých let byla průjezdná komunikace odkloněna mimo střed obce. Od sedmdesátých let nastává pozvolný úpadek. Místní národní výbor zanikl v roce 1973, pět let nato ukončila provoz malotřídní škola (budova je dnes v havarijním stavu), později vzala za své i pošta a před několika lety byl zrušen obchod se smíšeným zbožím.

## Obyvatelstvo
Při sčítání lidu v roce 1921 zde žilo 350 obyvatel (z toho 178 mužů), z nichž bylo čtrnáct Čechoslováků a 336 Němců. Kromě pěti židů byli římskými katolíky. Podle sčítání lidu z roku 1930 měla vesnice 353 obyvatel: jedenáct Čechoslováků, 341 Němců a jednoho cizince. S výjimkou jednoho člena církve československé a jednoho člověka bez vyznání se hlásili k římskokatolické církvi.
|                                                             | 1869 | 1880 | 1890 | 1900 | 1910 | 1921 | 1930 | 1950 | 1961 | 1970 | 1980 | 1991 | 2001 | 2011 | 2021 |
| ----------------------------------------------------------- | ---- | ---- | ---- | ---- | ---- | ---- | ---- | ---- | ---- | ---- | ---- | ---- | ---- | ---- | ---- |
| Obyvatelé                                                   | 511  | 483  | 504  | 445  | 374  | 350  | 353  | 37   | 141  | 102  | 81   | 106  | 115  | 121  | 84   |
| Domy                                                        | 83   | 84   | 89   | 87   | 83   | 78   | 74   | 18   | 36   | 19   | 19   | 18   | 25   | 26   | 30   |
| Počet domů z roku 1961 zahrnuje domy místní části Mirotice. |      |      |      |      |      |      |      |      |      |      |      |      |      |      |      |

## Obecní správa
Při sčítání lidu v letech 1869–1974 Kozlov byl samostatnou obcí, se kterým patřil nejprve do okresu Žlutice, ale v roce 1950 v okrese Toužim a v letech 1961–1974 opět v okrese Karlovy Vary. Od 1. ledna 1975 je částí města Bochov v okrese Karlovy Vary. V letech 1961–1974 k obci patřily Mirotice.

## Pamětihodnosti

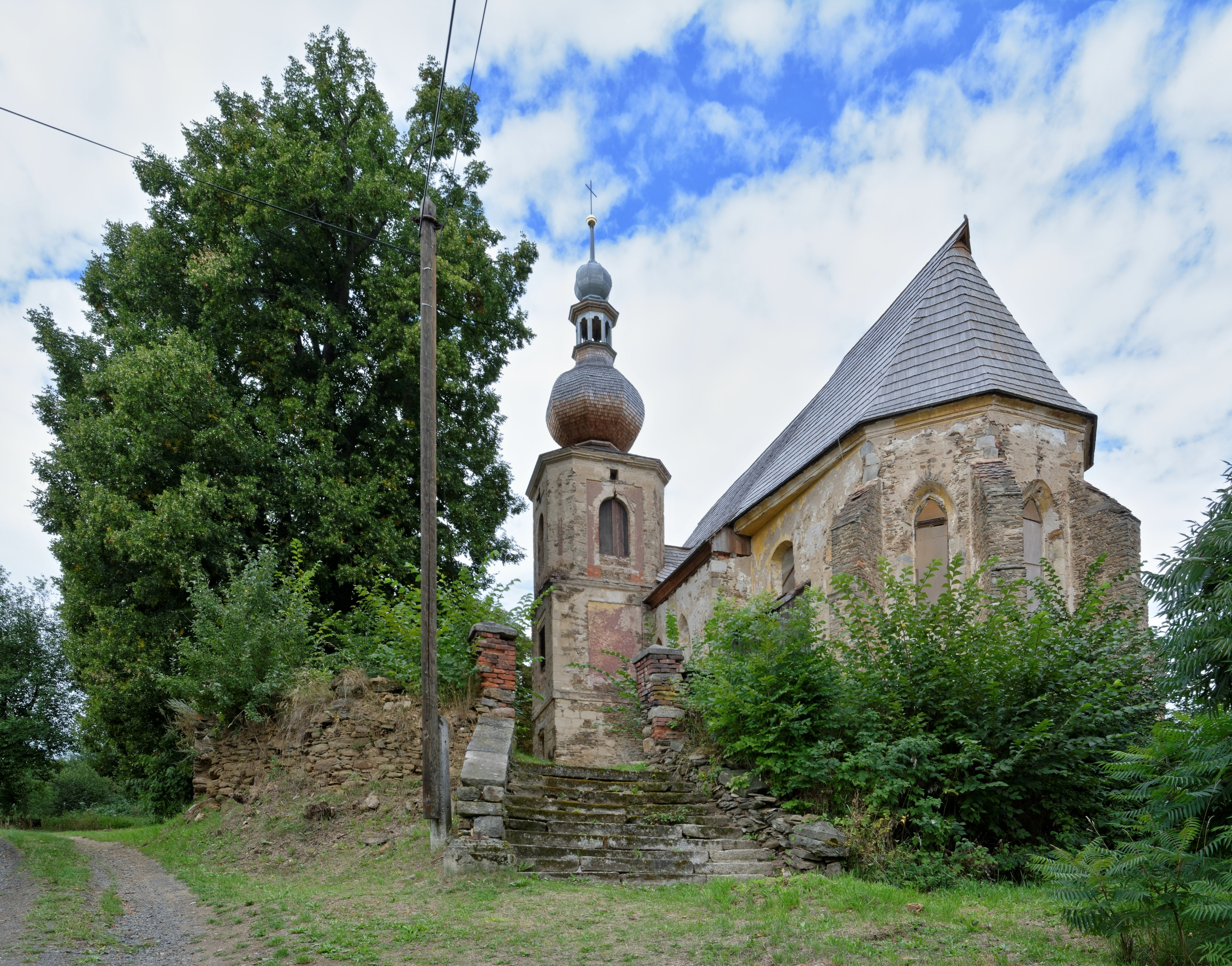
Kostel Nanebevzetí Panny Marie v Kozlově

Dominantu vsi tvoří jednolodní kostel Nanebevzetí Panny Marie. Jedná se o původně gotickou stavbu připomínanou poprvé v roce 1365, později byla upravena v době renesance. V roce 1704 byla přistavěna barokní věž a k severní části lodi křestní kaple. Bohaté vnitřní zařízení, ke kterému patřil i obraz Ukřižování připisovaný Petru Brandlovi, bylo rozkradeno. V kostele zbývá mobiliář a patrová kruchta. V presbytáři jsou vysoko na severní zdi zachovány dva renesanční náhrobníky s epitafy. Jde o náhrobníky Adama a Jindřicha z Uttenhoferů.[zdroj⁠?!]
Kozlovský zámek stával na vyvýšenině u původní silnice z Bochova do Toužimi. Jeho předchůdcem bývala tvrz přestavěná v 16. století na renesanční zámek. Stavba zámku přetrvala v nezměněné podobě (s výjimkou barokního zastřešení věží) až do novověku. Po roce 1918 zámek postupně chátral a byl roku 1938 částečně odstřelen a jeho zbytky odstraněny v padesátých letech dvacátého století.
V obci u hřbitovní zdi jižně od kostela roste památný strom Kozlovská lípa.